# Adoretus sulcirostris
Adoretus sulcirostris är en skalbaggsart som beskrevs av Leon Fairmaire 1897. Adoretus sulcirostris ingår i släktet Adoretus och familjen Rutelidae. Inga underarter finns listade i Catalogue of Life.